# Zehra Zümrüt Selçuk

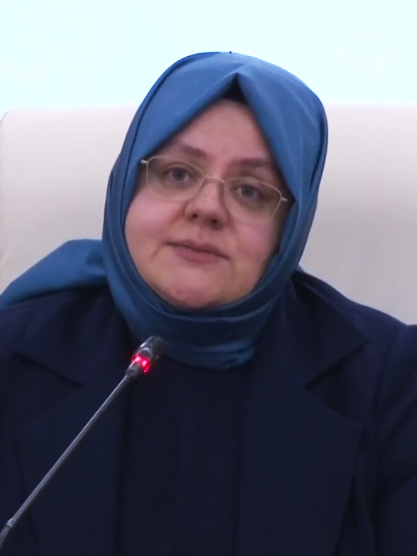
Zehra Zümrüt Selçuk (2020)

Zehra Zümrüt Selçuk (* 1979 in Altınordu) ist eine türkische Ökonomin und ehemalige Ministerin für Arbeit, Soziales und Familie der Türkei.

## Leben
Zehra Zümrüt Selçuk wurde 1979 als Tochter des türkischen AKP-Politikers Atilla Koç geboren, der zwischen 2005 und 2007 Minister für Tourismus und Kultur war.
Nach dem Abschluss der Grund- und Sekundarschulen in Izmir, Siirt und Giresun schloss Selçuk das Atatürk Anadolu Lisesi in Ankara ab und studierte an der Bilkent Üniversitesi Wirtschaftswissenschaften mit einem Bachelor-Abschluss. Anschließend begann sie an der University of Michigan ein Promotionsstudium in Wirtschaftswissenschaften und wechselte später an die Texas State University, wo sie die Promotion im Bereich Betriebswirtschaft abschloss. Dort erhielt sie auch einen Master-Abschluss in Accounting and Information Resources Management. In den Jahren 2003 bis 2007 war sie an der Universität in Texas wissenschaftliche Mitarbeiterin.
Im Jahr 2007 wurde sie für das Statistical, Economic and Social Research and Training Centre for Islamic Countries (SESRIC) in Ankara tätig. Sie beschäftigte sich am SESRIC insbesondere mit Gender-Themen, Demografie, Armut, Bildung und Entwicklungshilfe. Außerdem koordinierte sie Projekte für nachhaltige Entwicklung und Programme zur Hilfe zur Selbsthilfe. Danach war sie Leiterin der Abteilung für Statistik und Information der Organisation für Islamische Zusammenarbeit.
Im April 2008 heiratete sie Ali Aydın Selçuk in Ankara.
Am 9. Juli 2018 ernannte Staatspräsident Recep Tayyip Erdoğan sie zur Ministerin für Arbeit, Soziales und Familie der Türkei. Das neue Ministerium war durch die Zusammenlegung des Ministeriums für Arbeit und soziale Sicherheit und des Ministeriums für Familie und Sozialpolitik entstanden. Am 21. April 2021 wurde sie entlassen und das Ministerium wieder geteilt, wobei Derya Yanık das Ressort Familie und Soziales und Vedat Bilgin das Ressort Arbeit und soziale Sicherheit übernahm.
Selçuk ist Mitglied der Kadın Birliği Platformu und war Vorstandsmitglied der Kadın ve Demokrasi Derneği (KADEM).